# Košumberk

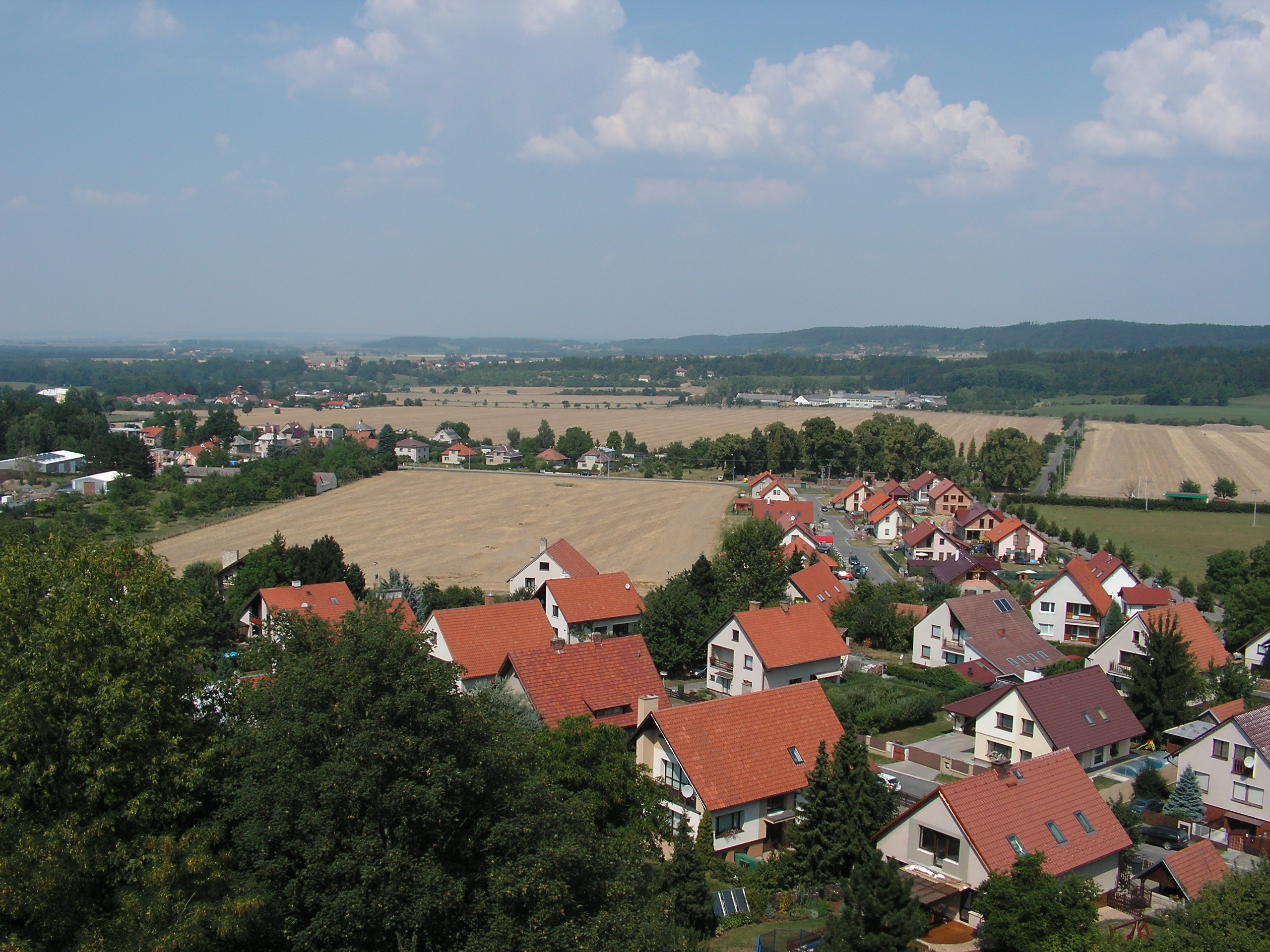
Blick von der Burg Košumberk auf das Dorf

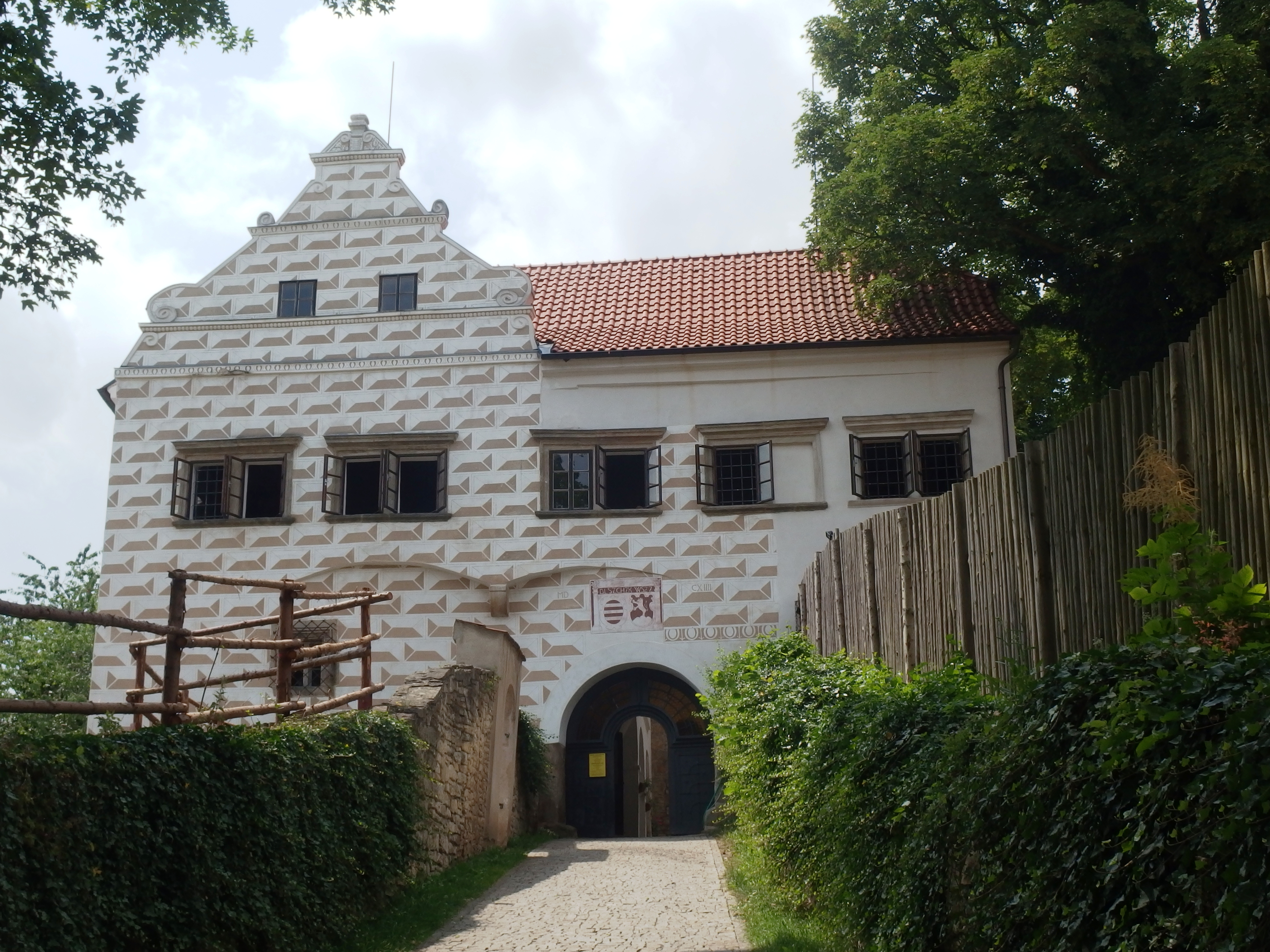
Burgvogtei

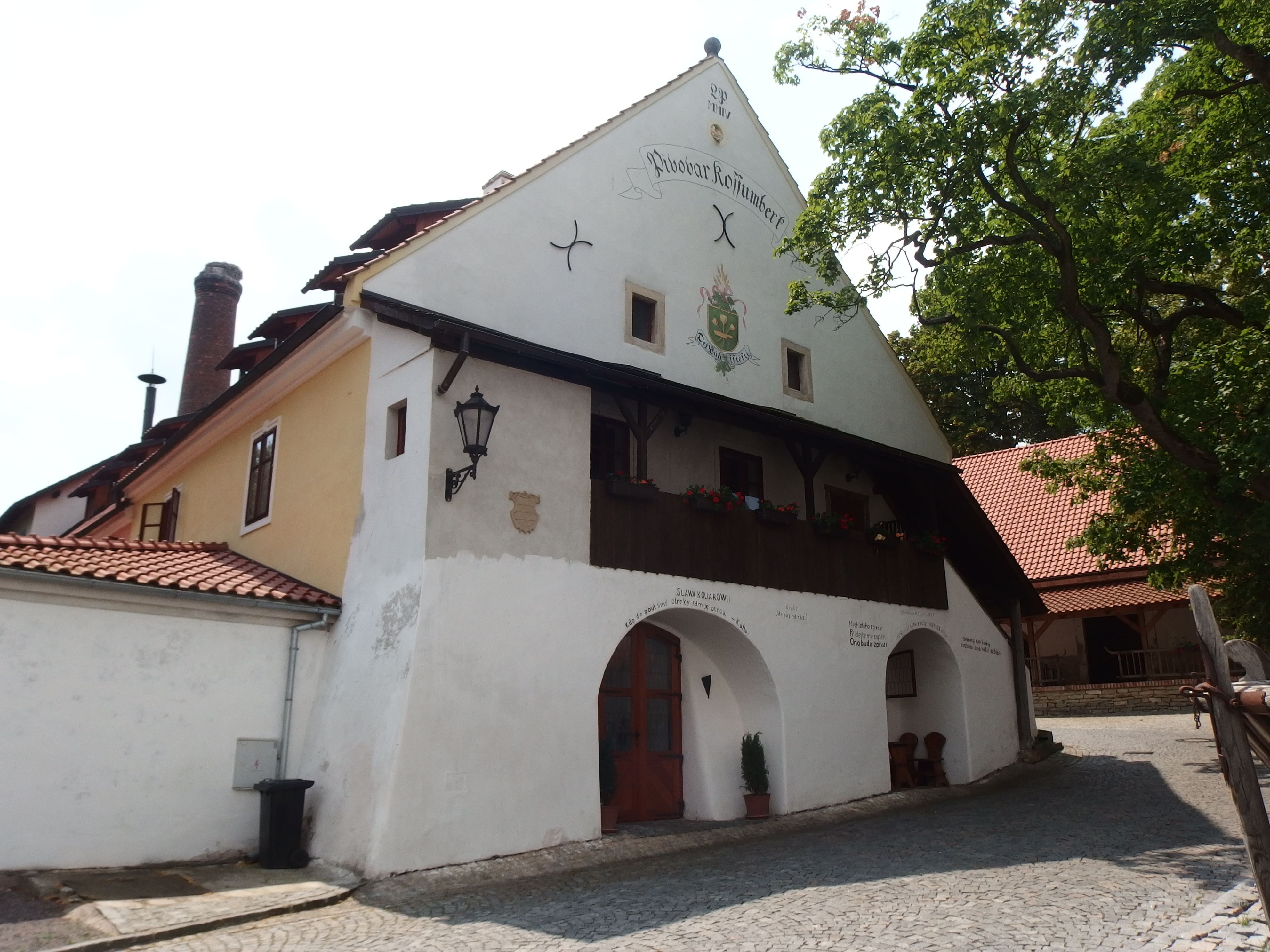
Brauerei

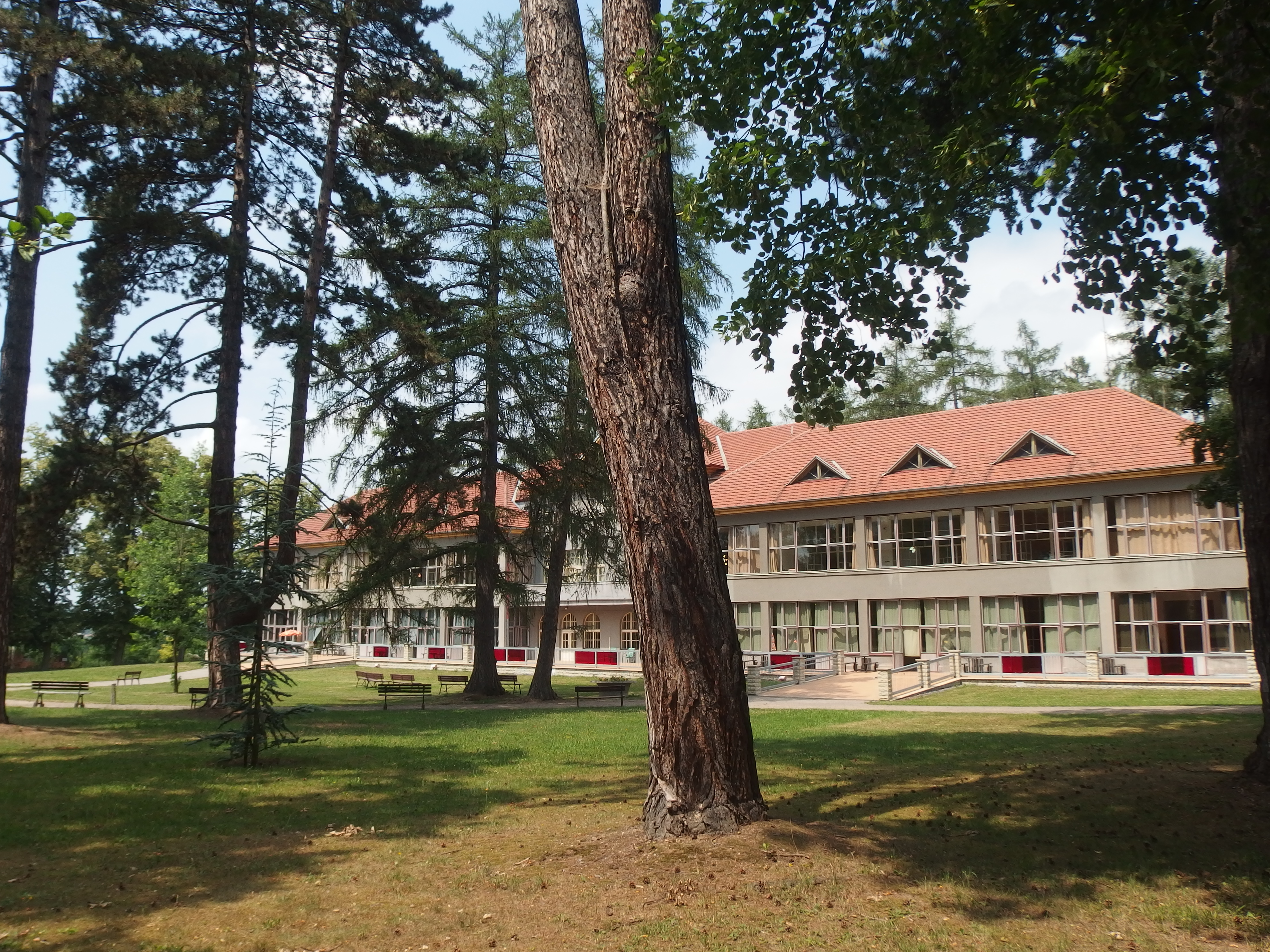
Hamza-Arboretum

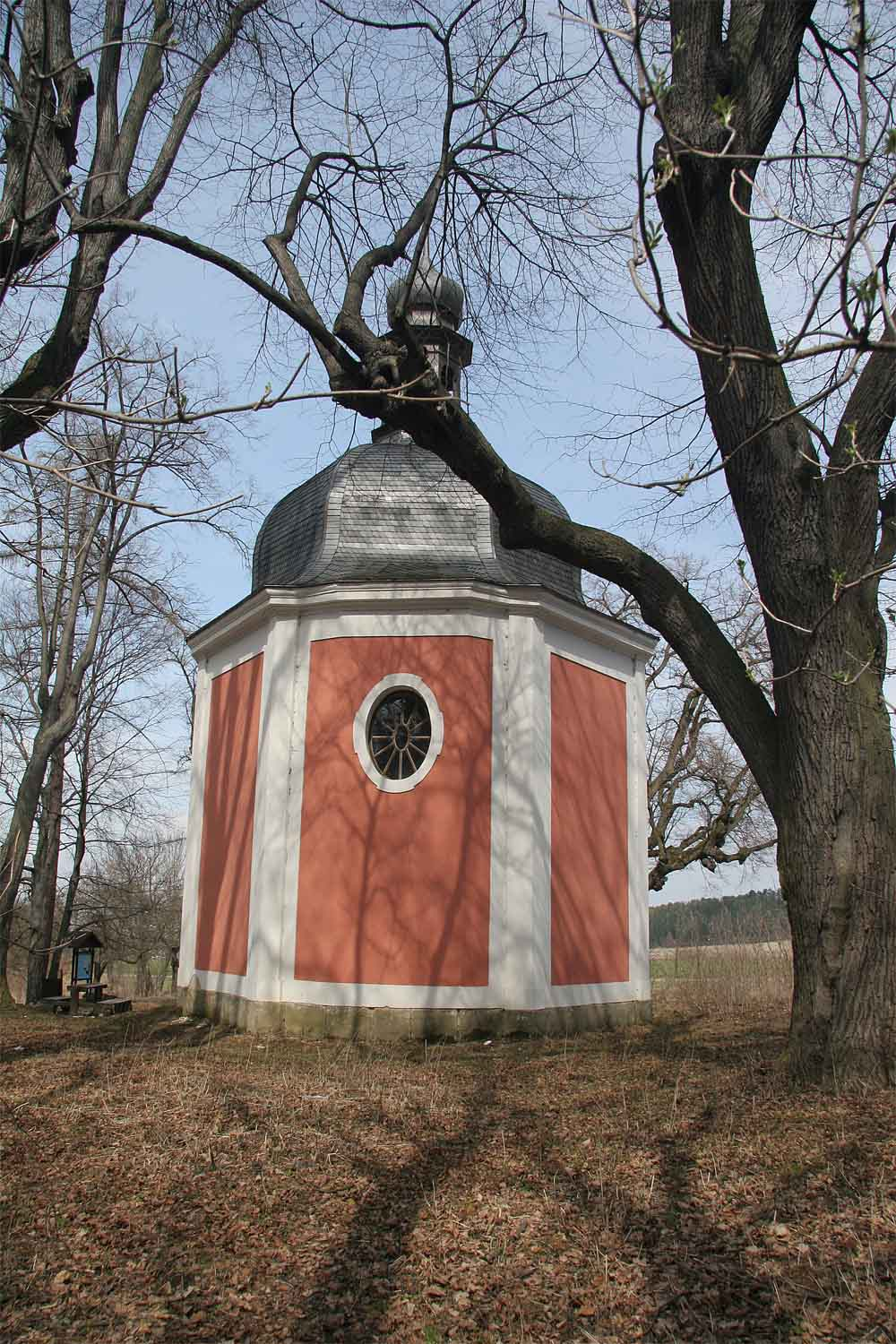
Kapelle der Vierzehn Nothelfer

Košumberk (deutsch Koschumberg) ist ein Ortsteil der Stadt Luže in Tschechien. Er liegt anderthalb Kilometer südöstlich von Luže und gehört zum Okres Chrudim.

## Geographie
Košumberk befindet sich am östlichen Fuße des Košumberk (376 m n.m.) über dem Tal der Novohradka (Wolschinka) in der Novohradská stupňovina (Neuschlosser Stufenland). Östlich erhebt sich die Klapalka (380 m n.m.), nordwestlich der Chlumek (379 m n.m.). Im Westen erstreckt sich der Hamza-Park mit Arboretum. Nördlich des Dorfes verläuft die Staatsstraße II/356 zwischen Luže und Nové Hrady.  
Nachbarorte sind Voletice und Srbce im Norden, Domanice, Řepníky und Střemošice im Nordosten, Bílý Kůň im Osten, Rabouň, Doly und Janovičky im Südosten, Tišina und Zbožnov im Süden, Štěpánov, Přibylov und Nová Ves im Südwesten, Zdislav im Westen sowie Chlumek und Luže im Nordwesten.

## Geschichte
Zu Beginn des 14. Jahrhunderts wurde auf einer Basaltkuppe die Burg Košumberk angelegt. Unterhalb des Burghügels entstand der seit 1365 nachweisbare Wirtschaftshof. Seit ihrer Gründung befand sich die Burg im Besitz des Geschlechts Slavata von Chlum und Koschumberg. Die herrschaftliche Brauerei wurde im 16. Jahrhundert gegründet. Im Jahre 1690 vermachte die wiederverheiratete Witwe des Heinrich Wilhelm Slavata († 1654), Maria Maximiliane Hieserle von Chodau, geborene Sahrer von Sahr die Herrschaft Košumberk testamentarisch dem Königgrätzer Jesuitenkolleg. Die Jesuiten errichteten auf dem Chlumek eine neue Residenz und überließen die Burg dem Verfall. Nach der Aufhebung des Jesuitenordens fiel die Herrschaft Koschumberg 1773 dem Religionsfonds zu. Im Zuge der Raabisation wurde der Meierhof Koschumberg 1778 emphyteutisiert und das Dorf Koschumberg gegründet. 
1807 ersteigerte Leopold de Laing die Herrschaft Koschumberg. Zur Wasserversorgung der herrschaftlichen Brauerei entstand zu Beginn des 19. Jahrhunderts an der Wolschinka bei Zdislav ein Wasserwerk. De Laing verkaufte die Herrschaft 1827 an Maximilian Karl von Thurn und Taxis, der sie seiner Allodialherrschaft Chraustowitz zuschlug.
Im Jahre 1835 bestand das im Chrudimer Kreis gelegene Dominikaldorf Koschumberg aus 59 Häusern, in denen 289 Personen, darunter eine jüdische Familie lebten. Auf dem Hügel über dem Dorf stand die Ruine der alten Burg, unterhalb davon die obrigkeitliche Vogtei und das Bräuhaus. Zu Koschumberg konskribiert waren der aus 15 Häusern bestehende Koschumberger Anteil von Weißrössel, das ehemalige Hegerhaus bei der Kapelle zu den Vierzehn Nothelfern und das einschichtige Dominikalhaus „Beim Dubischar“. Der Amtssitz befand sich in Chlumek, Pfarrort war Lusche. Bis zur Mitte des 19. Jahrhunderts blieb Koschumberg dem Gut Koschumberg untertänig.
Nach der Aufhebung der Patrimonialherrschaften bildete Košumberk ab 1849 mit den Ortsteilen Bílý Kůň und Zdislav eine Gemeinde im Gerichtsbezirk Hohenmauth. Ab 1868 gehörte die Gemeinde zum politischen Bezirk Hohenmauth. 1869 hatte das Dorf Košumberk 203 Einwohner und bestand aus 41 Häusern. In den 1880er Jahren löste sich Zdislav von Košumberk los und bildete eine eigene Gemeinde. Im Jahre 1900 lebten in Košumberk 199 Personen, 1910 waren es 232. Der Arzt František Hamza gründete 1901 in Košumberk eine Heilstätte für skrofulöse und tuberkulöse Kinder, die die erste ihrer Art in Mitteleuropa war. 1907 begann Hamza auf dem weiträumigen Gelände zwischen den Hügeln Košumberk und Chlumek mit dem Aufbau eines großzügig konzipierten Kindersanatoriums mit Pavillonbauten in einem Parkgelände. Im Jahre 1908 kaufte der Böhmische Landesausschuss das Hamza-Sanatorium. 1930 hatte das Dorf 359 Einwohner. In den 1920er Jahren war das moderne Krankenhaus mit einer fünfklassigen Schule fertiggestellt; in den 24 Häusern lebten 717 Personen. Dadurch war die Einwohnerzahl von Košumberk im Jahre 1930 auf 881 angewachsen. Ebenso führte der Tourismus zu einer wirtschaftlichen Blüte des Ortes; die Burgruine hatte 1930 12.000 Besucher. Auch das schwarze Koschumberger Lagerbier war weithin geschätzt. Ende 1945 bestand Košumberk aus 84 Häusern und hatte 1160 Einwohner. Am 1. Januar 1953 wurde Košumberk nach Luže eingemeindet; zugleich wurde der Koschumberger Anteil von Bílý Kůň (21 Häuser mit 69 Einwohnern) nach Střemošice umgemeindet. Seit 1961 gehört das Dorf zum Okres Chrudim. 1962 wurde das Krankenhaus von der Behandlung von Kindertuberkulose auf die Behandlung von Bewegungsstörungen bei Kindern umgestellt, seit Ende der 1960er Jahre diente einer der Pavillons der Behandlung von Hirnlähmung bei Kleinstkindern. In den 1970er und 1980er Jahren wurde im nordöstlichen Vorland der Burg die Siedlung Košumberk angelegt. Nach 1989 wurde im Hamza-Krankenhaus auch die Rehabilitation erwachsener Patienten aufgenommen. Beim Zensus von 2001 lebten in den 83 Häusern von Košumberk 283 Personen. 2003 wurde nördlich der Siedlung Košumberk die Siedlung Lipka errichtet.

## Ortsgliederung
Der Ortsteil Košumberk ist Teil des Katastralbezirks Luže. Bis zur Eingemeindung bildet Košumberk einen eigenen Katastralbezirk mit einer Fläche von 180 ha.

## Sehenswürdigkeiten
- Burgruine Košumberk
- Ehemalige Brauerei Košumberk, heute Gasthaus
- Burgvogteihaus
- Kapelle der Vierzehn Nothelfer (sog. Palatinkapelle), östlich des Dorfes an der Straße nach Bílý Kůň
- Kapelle des hl. Johannes von Nepomuk, an der Straße nach Chlumek
- Hamza-Krankenhaus mit gepflegter Parkanlage (Hamza-Arboretum)